# Niederleis
Niederleis je obec v okrese Mistelbach v Dolních Rakousích. Žije zde 861 obyvatel.

## Geografie
Niederleis leží ve Weinviertelu (Vinné čtvrti) v Dolních Rakousích na jihovýchodním okraji Leiser Berge. Plocha území obce je 19.54 kilometrů čtverečních. 10,77 % plochy je zalesněno.
Niederleis leží na jižním svahu vyvýšeniny Buschberg. Z luhů vytéká Niederleiserský potok, protéká celou obcí, spojuje se s jinými potoky a u Kleinsitzendorfu vytváří „Taschlbach“.

## Katastrální území
Obec sestává z katastrálních území:
- Niederleis
- Nodendorf
- Helfens
- Kleinsitzendorf

### Nodendorf
Osada Nodendorf byla poprvé zmíněna mezi lety 1120 a 1130 jako „Nadendorf".
Na místě dřívější dřevěné kaple byla roce 1928 postavena nová kaple zasvěcená Matce boží.
Na severu osady se zdvihá mohutná tabulová hora, Oberleiser Berg (457 m). Přes osadu vede spolková silnice 6 se zvýšeným dopravním provozem.

### Helfens
Helfens je jižní katastrální území a bylo v roce 1150 poprvé zmiňováno jako „de helphansdorf".
Až do roku 1924 stála na okraji lesa východně od osady dřevěná kaple, v roce 1926 byla postavena nynější zděná kaple.
Dalším "moderním" symbolem ekologie jsou stavby „větrníků" Hipples, které jsou postaveny na území osady.

### Kleinsitzendorf
S osmi domy je Kleinsitzendorf nejmenším katastrálním území.
Osada je zmíněna v dokumentech již od roku 1380. Tenkrát byla zmíněna v hovorové řeči „Siczendorf" (Dorf des Sizzo). Konfigurace místa je ovlivněna protékajícím potokem „Taschlbach" a kaplí s vlastní zvonicí a nově postavenou spolkovou silnicí 40.

## Sousední obce
Niederleis sousedí s obcemi (od severu ve směru hodinových ručiček) Gnadendorf, Asparn an der Zaya, Ladendorf, Großrußbach a Ernstbrunn.

## Vývoj počtu obyvatel
- 1869 979
- 1890 1090
- 1900 1161
- 1910 1178
- 1923 1147
- 1934 1086
- 1939 998
- 1951 944
- 1961 822
- 1971 762
- 1981 665
- 1991 722
- 2001 766
- 2005 814
- 2007 824

## Politika
Starostou obce je od 7. dubna 2010 Leopold Rötzer, vedoucí kanceláře Emma Stehr.
V obecním zastupitelství je 15 křesel, která podle získaných mandátů jsou obsazena následovně:
- ÖVP 8
- SPÖ 7

### Starostové
- 1990–2009 Josef Lipp (SPÖ)
- 2009–2010 Ludwig Forcher (SPÖ)
- od roku 2010 Leopold Rötzer (ÖVP)

## Pamětihodnosti

### Vodní zámek Niederleis
Místo je zmiňováno roku 1308, ale dnešní stavba pochází z 16. století. V 17. století byl zámek v majetku kláštera Heiligenkreuz, v současné době je stavba v rekonstrukci. Opat (1637-1658) Michael Schnabel získal majetek v roce 1651. Kamenický mistr z císařského kamenolomu pracoval pro klášter a zhotovil kamenné výrobky pro zámek. V klášterním archivu jsou uloženy účty z let 1655-1657 od bratrů kameníků Ambrosius (asi 1614-1682) a Giorgio Regondi (1616-1681). Je zde také stvrzenka pro mistra Ambrosius Ferrethi (1627-1696): "..Dne 23. dubna 1682 mistr Ambros dostal zaplaceno za zámeckou kašnu padesát zlatých. Je možné, že práce byly provedeny o rok dříve."
Mnoho cenných uměleckých děl, jako je německý a italský nábytek, španělské tapety z kůže, nebo římské gobelíny jsou také vystaveny pro návštěvníky. Mezi skvostnými sbírkami jsou také velké kříže nad španělským barokním oltářem v zámecké kapli. Pocházejí ze 14. století a připisují se ke škole Florenťana Giotto (1266-1337).
Vnitřní zařízení pochází z 19. století.

### Vlastivědné muzeum
Vlastivědné muzeum existuje od roku 1977. Na ploše 180 metrů čtverečních dokumentují dějiny obce.
Muzeum je otevřeno od dubna do října každou druhou neděli v měsíci od 14 do 17 hodin. Sbírky je možné prohlédnout i mimo tuto dobu po předchozí domluvě s průvodcem.
Od 30. srpna 2009 byla vydána publikace „Niederleis ve starých pohlednicích". Na 60 stranách po krátké historické informaci je obec na starých pohledech (1897-1970).

### Farní kostel Nanebevzetí Panny Marie

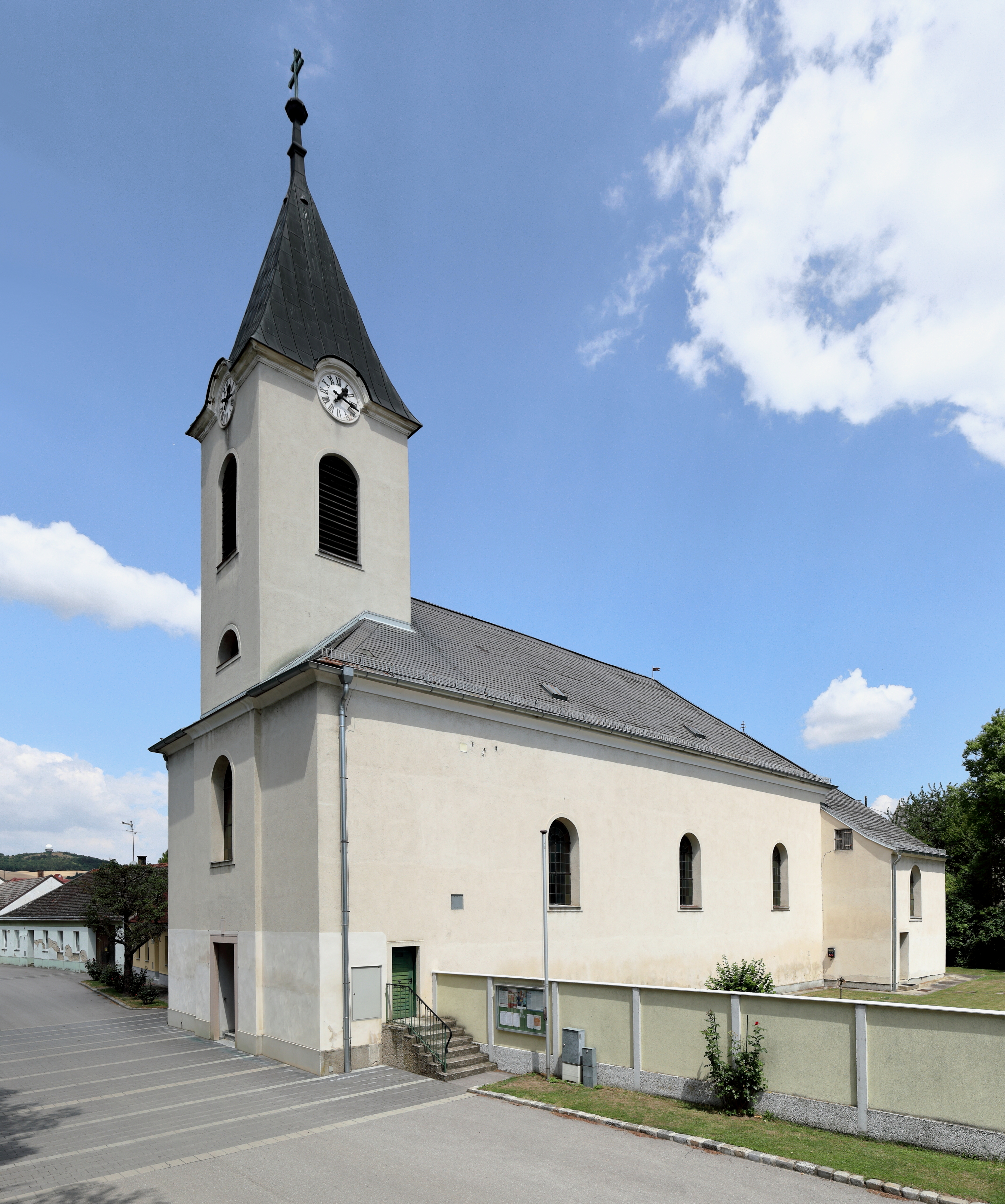
kostel Nanebevzetí Panny Marie

Jednoduchý farní halový kostel byl postaven roku 1814, na místě dřívějšího vyhořelého gotického kostela z roku 1809 zasvěceného Panně Marii. V roce 2009 byl kostel opravován.

### Přírodní park Leiser Berge
Početné turistické stezky umožňují vycházky po přírodním parku Leiser Berge, který je o rozsahu 45 kilometrů čtverečních. Na Buschbergu (491 m) na vyvýšenině Weinviertelu je horská chata rakouského „Alpského spolku“. Na Oberleiser Bergu (457 m) je rozhledna s výhledem do širokého okolí. V přízemí vyhlídky je výstava dokumentující "6000 let obytné hory Oberleis".
Gotický poutní kostel Oberleis je také často navštěvovaný.

## Hospodářství a infrastruktura
Nezemědělských pracovišť bylo v roce 2001 27. Zemědělských a lesnických pracovišť bylo v roce 1999 32. Počet výdělečně činných osob v místě bydliště činil podle sčítání lidu v roce 2001 351, to představuje 47,12 %.